# Salomon Hermann Mosenthal
Œuvres principales
Debora
Die lustigen Weiber von Windsor
Salomon Hermann Ritter von Mosenthal (né le 14 janvier 1821 à Cassel, mort le 17 février 1877 à Vienne) est un dramaturge et librettiste autrichien d'origine allemande.

## Biographie
Salomon Hermann Mosenthal vient d'une famille de petits commerçants juive allemande. Il s'intéresse aux lettres depuis l'école et s'installe à Vienne en 1842. En 1848, il écrit Debora, dont la première a lieu en 1849 et qui a rapidement un succès international. La pièce narre l'amour d'une belle jeune fille juive pour un chrétien, illustrant le thème de la coexistence d'une minorité juive dans une majorité chrétienne.
Les Chrétiens et les Hébreux seront tous des frères
Si nous avons confiance dans l'amour fraternel
L'arrivée du Messie est un fait accompli
Debora, acte IV, scène 1
Il a également écrit le livret de plusieurs opéras :
- Die Lustigen Weiber von Windsor (Otto Nicolai, Vienne, 1871)
- Die Folkunger (Kretschmer, Dresde, 1874)
- Das Goldene Kreuz (Brüll, Berlin, 1875)
- Die Königin von Saba (Carl Goldmark, Vienne, 1888)
- Die Kinder der Heide (Anton Rubinstein)
- Die Maccabäer (Anton Rubinstein)

L'œuvre la plus connue de Mosenthal est sans doute son livret pour l'opéra comique d'Otto Nicolai, Die lustigen Weiber von Windsor.
En 1849, il reçoit in absentia le titre de docteur de l'université de Marbourg pour son travail « sur le sens de la poésie dans les temps anciens et modernes », et en reconnaissance de son œuvre. En 1867, il devient conseiller impérial, et, quatre ans plus tard, il est fait chevalier (Ritter) de l'ordre de la Couronne de fer.

## Œuvre (sélection)
- Der Holländer Michel, 1846
- Deborah, 1848
- Cäcilia von Albano, 1849
- Bürger und Molly. Ein deutsches Dichterleben, 1850
- Der Sonnwendhof, 1857
- Die lustigen Weiber von Windsor, 1845
- Die Königin von Saba, 1875
- Erzählungen aus dem jüdischen Familienleben, 1878

### Édition en français
- Debora, 1860 Numérisation par Gallica